# 刘庄 (太平村)
刘庄是中国广东省广州市从化区的一个自然村。在太平镇南面约100米，属太平村管辖。此村村民在清朝末期从增城东溪迁来，当时全村共有七姓。因刘姓人口较多，故称为刘庄。1998年时，全村人口346人。